# Ламберт, Ричард, 7-й граф Каван
Ричард Форд Уильям Ламберт, 7-й граф Каван (англ. Richard Ford William Lambart, 7th Earl of Cavan; 10 сентября 1763 — 21 ноября 1837) — британский пэр и военачальник. Он носил титул учтивости — виконт Килкурси с 1772 по 1778 год.

## Происхождение

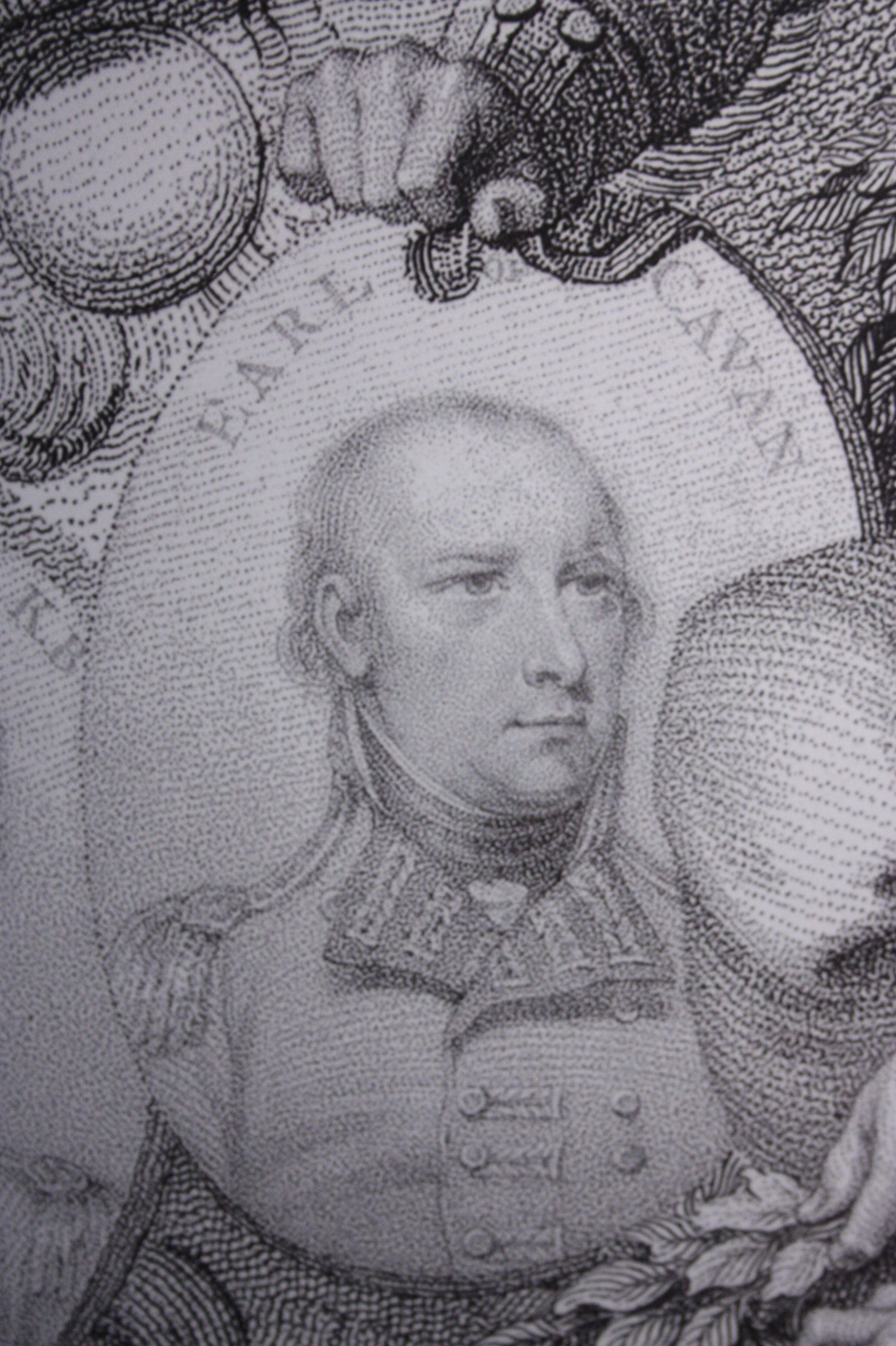
7-й граф Каван в 1801 году

Родился 10 сентября 1763 года в англо-ирландской дворянской семье. Единственный сын Ричарда Ламберта, 6-го графа Кавана (? — 1778), и его второй жены Элизабет Дэвис (1738—1811), дочери Уильяма Дэвиса.

## Биография
2 ноября 1778 года после смерти своего отца Ричард Ламберт унаследовал титулы 7-го графа Кавана (Пэрство Ирландии), 7-го виконта Килкурси в графстве Кингс (Пэрство Ирландии) и 8-го барона Ламберта из графства Каван (Пэрство Ирландии).
В 1779 году поступил на службу в британскую армию в чине прапорщика Колдстримской гвардии. В 1798 году он получил чин генерал-майора. В 1800 году он командовал дивизией в Египте под командованием сэра Ральфа Эберкромби. Командуя гвардейской бригадой под командованием генерала Эра Кута, он принял участие в осаде Александрии в 1801 году. Он появляется как один из многих героев египетской кампании на памятной гравюре 1802 года.
Полковник 2-го батальона 68-го пехотного полка (1801—1802), генерал-лейтенант (1805), полковник 2-го Вест-Индского полка (1805—1808), полковник 77-го пехотного полка (1808—1811), полный генерал (1814), полковник 58-го пехотного полка (1811—1823), генерал-аншеф и полковник 45-го пехотного полка (1823—1837).
Губернатор замка Калшот (1813—1837).
Лорд Каван скончался 21 ноября 1837 года в возрасте 74 лет в Стэнхоуп-Плейс, Гайд-парк, Лондон. Он был похоронен на Генеральном кладбище, Харроу-роуд, Лондон, Англия. Ему наследовал его внук, Фредерик Ламберт, 8-й граф Каван.

## Семья
Лорд Ламберт был дважды женат. 11 июля 1782 года в церкви Св. Марилебон, Марилебон-роуд, Марилебон, Лондон, он женился первым браком на Оноре Маргаретте Гулд (? — 1 октября 1813), дочери сэра Генри Гулда младшего (1710—1794) и Элизабет Уокер. Дети от первого брака:
- Ричард Генри Роберт Гилберт Ламберт, виконт Килкурси (24 марта 1783 — 19 февраля 1785)
- Леди Онора Элизабет Эстер Ламберт (26 мая 1784 -. 30 марта 1856)[4]
- Леди Алисия Маргаретта Хокмор Ламберт (1 августа 1785 — 3 апреля 1818)[5]
- Леди София Августа Ламберт (9 апреля 1787 — 16 мая 1798)
- Ричард Генри Ламберт, виконт Килкурси (17 апреля 1788 — 19 апреля 1788)
- Джордж Фредерик Огастес Ламберт, виконт Килкурси (9 марта 1789 — 28 декабря 1828)
- Достопочтенный Эдвард Генри Уэнтуорт Вильерс Ламберт (4 мая 1791—1812).

11 августа 1814 года в Кенсингтоне, Лондон, лорд Каван вторично женился на Лидии Арнольд (1783 — 7 февраля 1862), дочери Уильяма Арнольда и Марты Делафилд. Дети от второго брака:
- Коммандер Достопочтенный Оливер Уильям Мэтью Ламберт (26 августа 1822 — 28 апреля 1863).